# Eclissi solare del 9 maggio 1910
L'Eclissi solare del 9 maggio 1910, di tipo totale, è un evento astronomico che ha avuto luogo il suddetto giorno attorno alle ore 05:42 UTC. L'evento ha avuto un'ampiezza massima di 594 chilometri e una durata di 15 secondi.
L'eclissi del 9 maggio 1910 divenne la prima eclissi solare nel 1910 e la 22ª nel XX secolo. La precedente eclissi solare ebbe luogo il 12 dicembre 1909, la seguente il 2 novembre 1910.
La fase di eclissi nella totalità era visibile da una parte della Wilkes Land in Antartide e dalla Tasmania in Australia.

## Percorso e visibilità
L'ombra della luna ha toccato per la prima volta la superficie terrestre a circa 640 chilometri all'interno della costa di Wilkes Land, in Antartide; l'evento è stato osservato localmente al tramonto. L'ombra ha poi lasciato l'Antartide a nord e gradualmente ha virato a nord-est, raggiungendo la sua massima eclissi nell'Oceano Indiano sud orientale a circa 1.500 chilometri a sud dell'Australia occidentale. Successivamente, l'ombra si è gradualmente spostata a sud-est, coprendo lo stato centro-meridionale della Tasmania, in Australia, e terminando al tramonto a circa 730 chilometri a sud-est della Tasmania.

## Osservazioni a fini scientifici
Oltre al continente antartico estremamente disagevole, l'unica terra attraversata dalla zona totale era la Tasmania, in Australia. Nonostante la sfavorevole stagione delle piogge, l'ingegnere civile ed aviatore britannico Francis McClean, astronomo amatoriale, organizzò e guidò una spedizione verso la baia di Port Davey, in Tasmania sud occidentale. L'osservazione non ebbe però successo a causa del tempo piovoso.
Furono fatti ulteriori tentativi di riprendere l'eclissi, sia a Bruny Island sulla costa orientale che sulla costa occidentale della Tasmania presso le città di Zeehan e Strahan, Il meteo però peggiorò. Solo nell'entroterra a Queenstown, dove era prevista un'eclissi solo parziale e quindi meno interessante, diversi osservatori amatoriali sono riusciti a fotografare la corona solare.

## Eclissi correlate

### Eclissi solari 1910 - 1913
Questa eclissi è un membro di una serie semestrale. Un'eclissi in una serie semestrale di eclissi solari si ripete approssimativamente ogni 177 giorni e 4 ore (un semestre) in nodi alternati dell'orbita della Luna.

### Ciclo di Saros 117
La serie 117 del ciclo di Saros per le eclissi solari si verifica nel nodo ascendente della Luna, ripetendosi ogni 18 anni, 11 giorni, contenente 71 eventi. La prima eclissi di questa serie fu il 24 giugno 792 d.C. L'eclissi finale di questa serie sarà il 3 agosto 2054. 